# NGC 4203
NGC 4203 ist eine elliptische Galaxie vom Hubble-Typ E/SB0 im Sternbild Coma Berenices am Nordsternhimmel. Sie ist schätzungsweise 49 Millionen Lichtjahre von der Milchstraße entfernt und hat einen Durchmesser von etwa 50.000 Lichtjahren. Gemeinsam mit 18 weiteren Galaxien bildet sie die NGC 4274-Gruppe (LGG 279).

Im selben Himmelsareal befinden sich u. a. die Galaxien NGC 4227 und NGC 4229.
Das Objekt wurde am 20. März 1787 von Wilhelm Herschel entdeckt.